# Airbus Helicopters H225
Der Airbus Helicopters H225 „Super Puma“ (früher Eurocopter EC 225) ist ein mittelschwerer Mehrzweck- und Transporthubschrauber der 11-Tonnen-Klasse mit großer Reichweite des Herstellers Airbus Helicopters (früher Eurocopter).

## Geschichte
Der H225 ist eine Weiterentwicklung aus der „Super-Puma“-Familie. Im Gegensatz zum kleineren H215 (ursprünglich Aérospatiale AS 332) verfügt er über einen leicht verlängerten Rumpf, ein erhöhtes Abfluggewicht und einen fünfblättrigen Hauptrotor. Der Erstflug fand am 27. November 2000 mit Hervé Jammayrac, Bernard Turcat und Daniel Sémiol an Bord statt. Die erste öffentliche Vorstellung erfolgte am 15. Januar 2001.

## Einsatzspektrum
Einsatzmöglichkeiten des H225 liegen unter anderem in den Bereichen:
- Luftrettung
- Such- und Rettungsdienst
- Offshore-Missionen (Überseeflüge z. B. zur Versorgung von Bohrinseln)
- Aufträge im Aufgabenspektrum von Polizei oder vergleichbaren Sicherheitsorganen
- VIP-Transport

## Technik

Der H225 ist mit einem Fünfblatt-Spheriplex-Hauptrotor und einem Vierblatt-Heckrotor ausgerüstet. Die Avionik besteht unter anderem aus einem Trägheits- und GPS-Navigationssystem, einem Autopiloten und einem Glascockpit mit vier großen und zwei kleineren Displays. Als Antrieb sind zwei Turboméca-Makila-2A-Wellenturbinen mit FADEC-Steuerung verbaut.
| Kenngröße                 | Daten                                      |
| ------------------------- | ------------------------------------------ |
| Typ                       | Transporthubschrauber                      |
| Rumpflänge                | 16,79 m                                    |
| Länge über Hauptrotor     | 19,50 m                                    |
| Höhe                      | 4,60 m                                     |
| Breite                    | 3,38 m (über Räderlaufwerk)                |
| Kabinenlänge              | 7,87 m                                     |
| Kabinenhöhe               | max. 1,45 m                                |
| Kabinenbreite             | max. 1,80 m                                |
| Rotordurchmesser          | 16,20 m                                    |
| Heckrotordurchmesser      | 3,15 m                                     |
| Leermasse                 | 5,135 t                                    |
| max. Startmasse           | 11,0 t                                     |
| Triebwerk                 | 2 Wellenturbinen Safran Makila 2A          |
| Leistung                  | je 1566 kW Start- bzw. 1776 kW Notleistung |
| max. zul. Geschwindigkeit | 324 km/h                                   |
| max. Reisegeschwindigkeit | 288 km/h                                   |
| Dienstgipfelhöhe          | 5530 m                                     |
| Schwebeflughöhe           | 2772 m (im Bodeneffekt)                    |
| Reichweite                | 740 km (mit 19 Passagieren)                |
| Passagiere                | 19 (Standardkonfiguration)                 |

## Militärversion
Vom H225 existiert eine Militärversion, der Airbus Helicopters H225M.

## Zwischenfälle

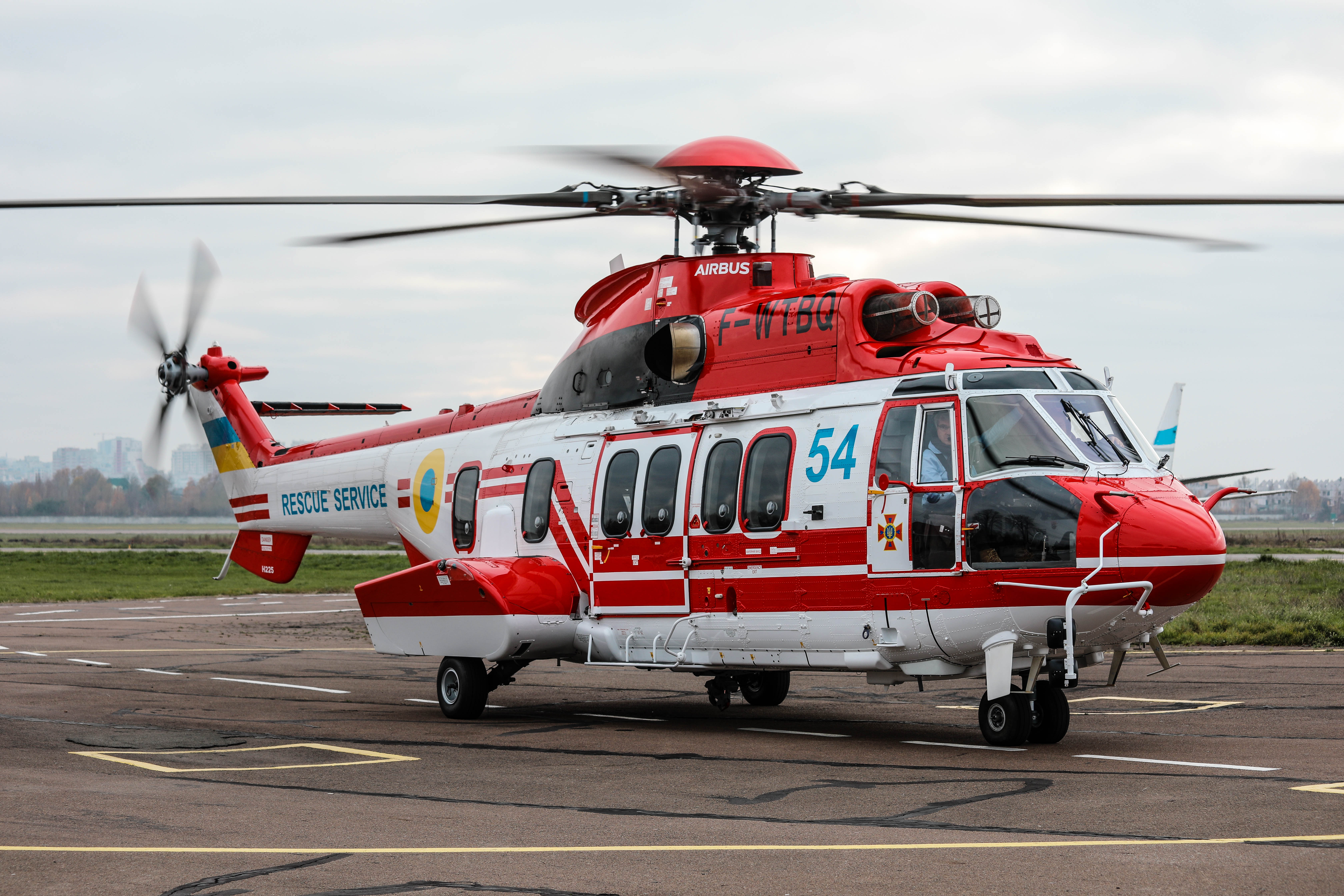
Der am 18. Januar 2023 abgestürzte Hubschrauber im November 2020

Bereits das Vorgänger-Modell AS 332 war in mehrere schwere Flugunfälle verwickelt.
- Beim Airbus H225 wurden nach Notlandungen 2012/2013 von zwei Helikoptern wegen ähnlicher Probleme an der Getriebebox des Rotors alle Maschinen des Typs 2012/2013 in der Nordsee für 9 Monate stillgelegt. Im Juni 2013 akzeptierte die Europäische Luftfahrtkommission eine Übergangslösung und gab die Maschinen wieder für den Flugverkehr frei. Britische Ölarbeiter protestierten Ende 2013 gegen den weiteren Einsatz der Super Puma, die sie für unzuverlässig und gefährlich hielten.
- Am 29. April 2016 kam es zum Hubschrauberunglück von Turøy, bei dem 13 Menschen ums Leben kamen, als sich der Hauptrotor nach einem Defekt vom Hubschrauber löste.[7] Norwegische und britische Behörden verhängten daraufhin ein einstweiliges Flugverbot. Am 2. Juni 2016 verhängte die Europäische Agentur für Flugsicherheit (EASA) ein viermonatiges Flugverbot.[8][9] Einen Tag später teilte ein Sprecher der Bundeswehr mit, die drei Regierungshubschrauber (sie seien nicht baugleich mit dem in Turøy abgestürzten Hubschrauber) blieben vorsichtshalber vorerst am Boden.[10]→ Hauptartikel: CHC-Helikopter-Service-Flug 241
- Am 18. Januar 2023 (während des Kriegs in der Ukraine) stürzte ein H225 des Staatlichen Dienstes für Notfallsituationen der Ukraine in dem Kiewer Vorort Browary aus noch ungeklärter Ursache neben einem Kindergarten ab. 14 Menschen starben (9 Insassen sowie 5 Personen am Boden), darunter der Innenminister der Ukraine Denys Monastyrskyj sowie dessen Stellvertreter. Laut offiziellen Angaben wurden weitere 29 Personen verletzt, unter ihnen 15 Kinder.[11][12][13][14]→ Hauptartikel: Hubschrauberabsturz von Browary 2023